# Вайтсвілл (Вірджинія)
Вайтсвілл (англ. Whitesville) — переписна місцевість (CDP) в США, в окрузі Аккомак штату Вірджинія. Населення — 215 осіб (2020).

## Географія
Вайтсвілл розташований за координатами 37°46′54″ пн. ш. 75°39′49″ зх. д. / 37.78167° пн. ш. 75.66361° зх. д. (37.781570, -75.663647).  За даними Бюро перепису населення США в 2010 році переписна місцевість мала площу 0,89 км², уся площа — суходіл.

## Демографія
Згідно з переписом 2010 року, у переписній місцевості мешкало 219 осіб у 87 домогосподарствах у складі 60 родин. Густота населення становила 247 осіб/км².  Було 114 помешкання (129/км²).
Расовий склад населення:
| - 63,0 % — чорних або афроамериканців - 26,5 % — білих - 2,3 % — азіатів - 1,8 % — вихідців з тихоокеанських островів - 4,1 % — осіб інших рас |

До двох чи більше рас належало 2,3 %. Частка іспаномовних становила 9,1 % від усіх жителів.
За віковим діапазоном населення розподілялося таким чином: 19,2 % — особи молодші 18 років, 63,0 % — особи у віці 18—64 років, 17,8 % — особи у віці 65 років та старші. Медіана віку мешканця становила 45,5 року. На 100 осіб жіночої статі у переписній місцевості припадало 81,0 чоловіків;  на 100 жінок у віці від 18 років та старших — 75,2 чоловіків також старших 18 років.
Середній дохід на одне домашнє господарство  становив 24 137 доларів США (медіана — 19 441), а середній дохід на одну сім'ю — 33 284 долари (медіана — 21 319). За межею бідності перебувало 74,9 % осіб, у тому числі 88,1 % дітей у віці до 18 років та 100,0 % осіб у віці 65 років та старших.
Цивільне працевлаштоване населення становило 114 особи. Основні галузі зайнятості: освіта, охорона здоров'я та соціальна допомога — 37,7 %, роздрібна торгівля — 26,3 %, сільське господарство, лісництво, риболовля — 19,3 %, будівництво — 16,7 %.